# Шамс ад-дін Ахмад-шах
Шамс ад-дін Ахмад-шах (перс. شمس الدین احمد شاه, бенг. শামসউদ্দীন আহমদ শাহ; нар. 1419 —1436) — султан Бенгалії у 1433—1436 роках.

## Життєпис
Походив з династії Ганеши. Син султана Джалал ад-діна Мухаммед-шаха. Народився 1419 року, отримавши ім'я Ахмад. 1433 року посів трон. Зберіг сановників попередників, які продовжували внутрішню та зовнішню політику Мухаммед-шаха. Відправив посольство з подарунками (12 тис. танка (срібних монет), шати, бавовна, імбир та спеції.) до єгипетського султана Барсбою. Посланець, який прямував до Каїра через Індійський океан, затонув біля узбережжя Джидди. Корабль було піднято лише 1436 року. Після того, як Барсбой був проінформований про це, він наказав заарештувати всіх членів бенгальського посольства, конфіскувати їх крам та заборонив їм більше їздити до Каїру.
Водночас зумів відбити напад джаунпурського султана Ібрагім-шаха. У 1435 році почався розгардіяж в державі, викликаний засиллям візирів Шаді Хана і Насір Хана. 1436 року самого султана було вбито, а владу захпоив Насір хан. Але того через 7 днів було повалено й влада за підтримки знаті перейшла до Махмуда з династії Ільяс-шахів.

## Будівництво

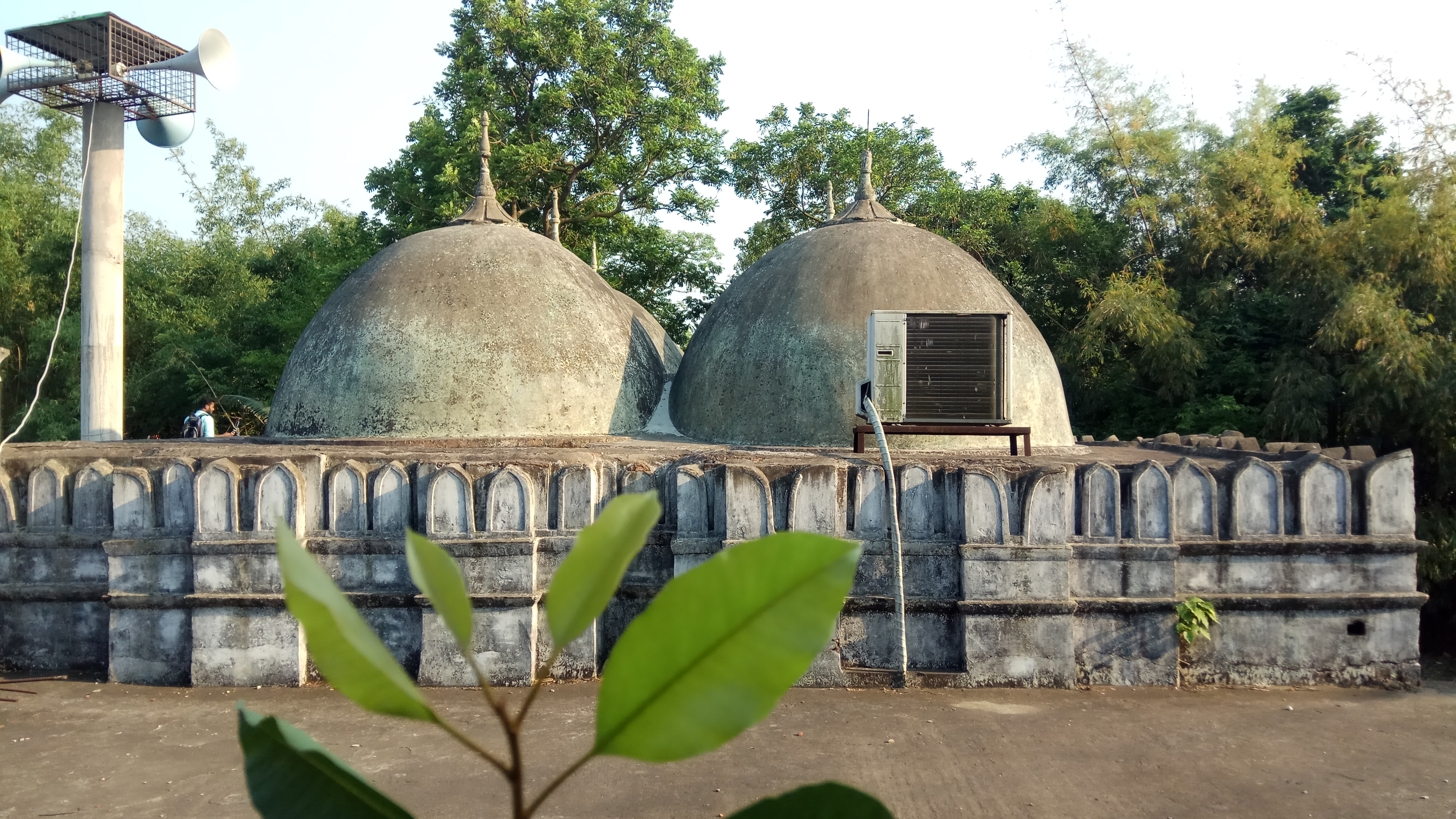
Мечеть Муаззампур Шахі

За його панування було зведено величну мечеть Муаззампур Шахі, що примикає до дарги (гробниці) Шах Алам Шах Лангар у Муаззампурі.